# Merocepon knudseni
Merocepon knudseni is een pissebeddensoort uit de familie van de Bopyridae. De wetenschappelijke naam van de soort is voor het eerst geldig gepubliceerd in 1970 door Danforth.